# Concord Monument Square-Lexington Road Historic District
Der Concord Monument Square-Lexington Road Historic District ist ein Historic District in Concord im Bundesstaat Massachusetts der Vereinigten Staaten. Er wurde 1977 eingerichtet und in das National Register of Historic Places (NRHP) eingetragen.
Der namensgebende, 1635 angelegte Concord Monument Square mit seinem Denkmal an den Sezessionskrieg befindet sich im Zentrum des Distrikts. Er ist insbesondere bekannt als der Ort, an dem im April 1775 britische Truppen in den Gefechten von Lexington und Concord kämpften. Zum Eintrag im NRHP gehören als Contributing Properties die nahegelegene Wright’s Tavern sowie das Ralph Waldo Emerson House.